# Electronic Entertainment Expo 2017
La Electronic Entertainment Expo 2017, más conocida como E3 2017, fue la vigésimo tercera edición de la Electronic Entertainment Expo. El evento fue organizado por el Entertainment Software Association (ESA), que tuvo lugar en el Centro de Convenciones de Los Ángeles desde el 13 hasta el 15 de junio de 2017.

## Lista de videojuegos
| Activision - Call of Duty: WWII (PC / PS4 / Xbox One) - Crash Bandicoot N. Sane Trilogy (PS4) - Destiny 2 (PC / PS4 / Xbox One) Atlus - 13 Sentinels: Aegis Rim (PS4 / Vita) - Etrian Odyssey V: Beyond the Myth (3DS) - Radiant Historia: Perfect Chronology (3DS) - Shin Megami Tensei: Strange Journey Redux (3DS) Aurora 44 - Ashen (PC / Xbox One) Bandai Namco Entertainment - Ace Combat 7: Skies Unknown (PC / Xbox One / PS4) - Code Vein (PC / PS4 / Xbox One) - Dragon Ball FighterZ (PC / PS4 / Xbox One) - Gundam Versus (PS4) - Ni no Kuni II: Revenant Kingdom (PC / PS4) - Project CARS 2 (PC / PS4 / Xbox One) Beethoven and Dinosaur - The Artful Escape (PC / Xbox One) Bethesda Softworks - Dishonored 2: Death of the Outsider (PC / PS4 / Xbox One) - Doom VFR (PC) - The Elder Scrolls: Legends (PC / Mobile) - The Elder Scrolls Online (PC / PS4 / Xbox One) - The Elder Scrolls V: Skyrim (PC / PS4 / Nintendo Switch / Xbox One) - The Evil Within 2 (PC / PS4 / Xbox One) - Fallout 4 VR (PC) - Quake Champions (PC) - Wolfenstein II: The New Colossus (PC / PS4 / Xbox One) Bluehole - PlayerUnknown's Battlegrounds (PC / Xbox One) Coffee Stain Studios - Deep Rock Galactic (PC / Xbox One) Crytek - Hunt: Showdown (PC / PS4 / Xbox One) Deep Silver - Kingdom Come: Deliverance (PC / PS4 / Xbox One) - Metro Exodus (PC / PS4 / Xbox One) Devolver Digital - Absolver (PC / PS4 / Xbox One) - Ape Out (PC) - Enter the Gungeon (PC / PS4 / Nintendo Switch / Xbox One) - Ruiner (PC / PS4 / Xbox One) - Serious Sam's Bogus Detour (PC) - The Swords of Ditto (PC / PS4) | Electronic Arts - Anthem (PC / PS4 / Xbox One) - Battlefield 1 (PC / PS4 / Xbox One) - FIFA 18 (PC / PS4 / Nintendo Switch / Xbox One) - Madden NFL 18 (PS4 / Xbox One) - NBA Live 18 (PS4 / Xbox One) - Need for Speed Payback (PC / PS4 / Xbox One) - Star Wars Battlefront II (videojuego de 2017) (PC / PS4 / Xbox One) - A Way Out (PC / PS4 / Xbox One) Epic Games - Fortnite (PC / PS4 / Xbox One) Focus Home Interactive - Vampyr (PC / PS4 / Xbox One) Fullbright - Tacoma (PC / Xbox One) Inti Creates - Bloodstained: Ritual of the Night (PC / PS4 / Nintendo Switch / Vita / Xbox One) Kakao Games - Black Desert Online (PC / Xbox One) Konami - Pro Evolution Soccer 2018 (PC / PS3 / PS4 / Xbox 360 / Xbox One) Microsoft Studios - Crackdown 3 (PC / Xbox One) - Forza Motorsport 7 (PC / Xbox One) - Minecraft (PC / PS4 / Nintendo Switch / Xbox One / Mobile) - Ori and the Will of the Wisps (PC / Xbox One) - Sea of Thieves (PC / Xbox One) - State of Decay 2 (PC / Xbox One) Natsume - Harvest Moon: Light of Hope (PC / Nintendo Switch) - Harvest Moon Lil' Farmers (iOS / Android / Kindle Fire) - River City: Knights of Justice (3DS) - Wild Guns Reloaded (PC) Nicalis - Blade Strangers (Nintendo Switch / PS4 / PC) Nintendo - Arms (Nintendo Switch) - Pokkén Tournament DX (Nintendo Switch) - Splatoon 2 (Nintendo Switch) - Super Mario Odyssey (Nintendo Switch) Nippon Ichi Software - Danganronpa V3: Killing Harmony (PC / PS4 / Vita) - Ys VIII: Lacrimosa of Dana (PC / PS4 / Vita) Paradox Interactive - BattleTech (PC) Playful Corp. - Super Lucky's Tale (PC / Xbox One) Raw Fury Games - The Last Night (PC / Xbox One) Scavengers Studios - The Darwin Project (PC / Xbox One) | Sega - Sonic Forces (Nintendo Switch / PC / PS4 / Xbox One) - Sonic Mania (Nintendo Switch / PC / PS4 / Xbox One) - Total War: Arena (PC) - Total War: Warhammer II (PC) - Valkyria Revolution (PS4 / Vita / Xbox One) - Yakuza 6: The Song of Life (PS4) - Yakuza Kiwami (PS4) Sony Interactive Entertainment - Days Gone (PS4) - Detroit: Become Human (PS4) - God of War (PS4) - Gran Turismo Sport (PS4) - Spider-Man (PS4) - Uncharted: The Lost Legacy (PS4) - V! What Did I Do to Deserve This, My Lord? R (PS4) Square Enix - Dissidia Final Fantasy NT (PS4) - Kingdom Hearts III (PS4 / Xbox One) - Life Is Strange: Before the Storm (PC / PS4 / Xbox One) Studio MDHR - Cuphead (PC / Xbox One) Tommo - Bubsy: The Woolies Strike Back (PC / PS4) Ubisoft - Assassin's Creed: Origins (PC / PS4 / Xbox One) - Beyond Good & Evil 2 (TBA) - The Crew 2 (PC / PS4 / Xbox One) - Far Cry 5 (PC / PS4 / Xbox One) - Just Dance 2018 (Nintendo Switch / Wii / Wii U / PS3 / PS4 / Xbox 360 / Xbox One) - Mario + Rabbids Kingdom Battle (Nintendo Switch) - Skull & Bones (PC / PS4 / Xbox One) - South Park: The Fractured but Whole (PC / PS4 / Xbox One) - South Park: Phone Destroyer (Android / iOS) - Space Junkies (VR) - Starlink: Battle for Atlas (Nintendo Switch / PS4 / Xbox One) - Steep: Road to the Olympics (PC / PS4 / Xbox One) - Transference (VR) Warner Bros. Interactive Entertainment - Injustice 2 (PS4 / Xbox One) - Lego Dimensions (PS3 / PS4 / Wii U / Xbox 360 / Xbox One) - Lego Marvel Super Heroes 2 (PC / PS4 / Nintendo Switch / Xbox One) - Lego Worlds (PC / PS4 / Nintendo Switch / Xbox One) - Middle-earth: Shadow of War (PC / PS4 / Xbox One) Whatnot Entertainment - Neil deGrasse Tyson Presents: Space Odyssey (PC / Mobile) Xseed Games - Fate/Extella: The Umbral Star (Nintendo Switch) - Sakuna: Of Rice and Ruin (PS4 / PC) - Senran Kagura: Peach Beach Splash (PS4) - Shantae: Half-Genie Hero (Nintendo Switch) - Zwei II: The Ilvard Insurrection (PC) |